# 包公祠 (开封)

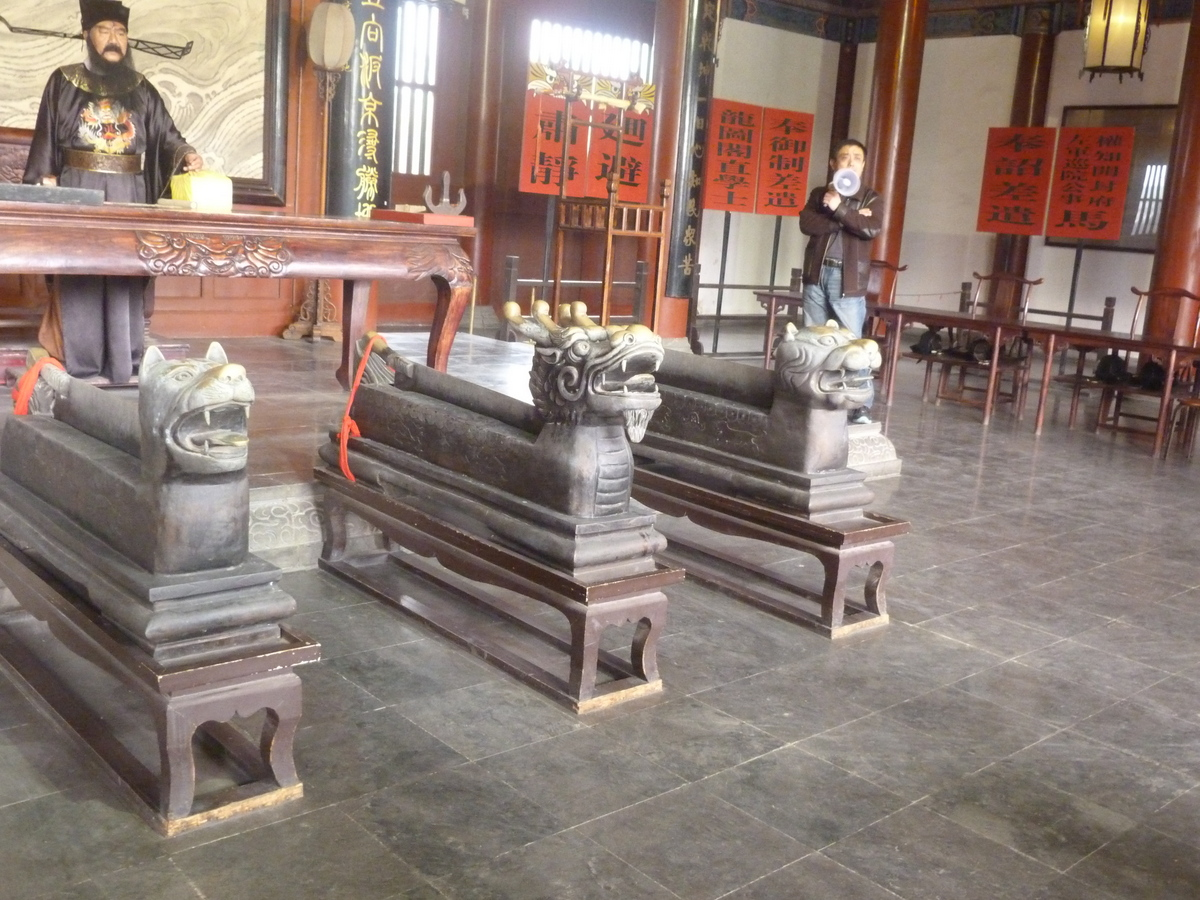
开封包公祠

开封包公祠位于开封市鼓楼区向阳路1号，是为北宋清官包拯而建的纪念场所。它是规模最大、资料最全、影响最广的专门纪念包公的场所。

## 简介
它坐落于包公湖西畔，占地1公顷。展区内有大门、二门 、照壁、碑亭、二殿、大殿、东西配殿。以文物、史料典籍、铜像、蜡像、模型、拓片、碑刻、画像各种资料详细地介绍了包公的生平历史和清政廉明的形象。
它是中原旅游区的重要景点、河南省十佳旅游景点之一、国家4A级旅游风景区。

## 女子跪哭事件
2024年3月10日，一名女子跪在正堂嚎啕大哭，视频迅速在网路上走红，引起更多人到祠跪哭。导致15日景区将包公像移除，16日景区关闭。